# Cressier (Neuchâtel)
Cressier é uma comuna da Suíça, situada no cantão de Neuchâtel. Tem 8,55 km² de área e sua população em 2018 foi estimada em 1.886 habitantes.